# Militaire Orde van Generaal José Antonio Páez
De Militaire Orde van Generaal José Antonio Páez (Spaans: "Orden Militar General José Antonio Páez") is een militaire onderscheiding van Venezuela. De orde werd in 1970 ingesteld en heeft drie graden die ieder aan een ander lint worden gedragen.
- Ie Klasse in goud aan een zilverwit lint
- IIe Klasse in zilver aan een paars lint
- IIIe Klasse in brons aan een rood lint

De orde wordt verleend om lange en opvallende dienst bij de strijdkrachten te belonen. Voor de drie graden zijn dienstverbanden van 30, 20 en 10 jaar voorgeschreven.
De orde werd door de Revolutionaire Regering ingesteld maar bleef ook in latere democratische perioden behouden. Ze wordt beschreven in artikel 332 van de Organieke Wet op de Nationale Strijdkrachten.
Het versiersel is een metalen kruis met een smalle lauwerkrans tussen de armen en het portret in reliëf van generaal José Antonio Páez. Elk van de vier armen is versierd met een krans van laurierbladeren, de achterkant toont het wapen van Sucre. Het kruis lijkt sterk op dat van een andere orde; de Militaire Orde van Generaal Rafael Urdaneta, alleen het portret in het medaillon verschilt. 